# Capulin
Prunus serotina 'subsp.' capuli
Sous-espèce
Classification phylogénétique
Le capulin (Prunus serotina subsp. capuli), aussi appelé "cerisier noir américain" ou cerisier du Mexique, est une espèce de plantes à fleurs de la famille des Rosaceae.
C'est un arbre fruitier.

## Synonyme
- Prunus capuli Cav. ex Spreng.